# Kent Norberg (musiker)
Kent Norberg, född 2 januari 1965, är en svensk musiker, mest känd för att vara bandmedlem i rockbandet Sator.
Vid sidan av Sator har han bland annat haft bandet Speed of Sound Enterprise, som släppte ett självbetitlat album år 2000. Sedan 2014 är Norberg även fast medlem i det engelska punkbandet The Boys. Norberg släppte sitt första soloalbum, Skyll på mig, 2015.